# 라멘교

라멘교(Rahmen橋)는 상부구조와 하부구조가 일체가 된 교량으로 단경간에 주로 사용된다. 그러나 FCM공법으로 시공하는 라멘교는 100m이상의 경간을 가진다.